# 근위병 (영화)
근위병(The Guardsman)은 미국에서 제작된 시드니 프랭클린 감독의 1931년 영화이다. 알프레드 런트 등이 주연으로 출연하였고 앨버트 루인 등이 제작에 참여하였다.

## 출연

### 주연
- 알프레드 런트
- 린 폰탄느

### 조연
- 로랜드 영
- 자수 피츠
- 모디 에번
- 허먼 빙

## 제작진
- 원작자: 맥스웰 앤더슨
- 미술: 세드릭 기븐스
- 의상: 아드리안